# Nissan Stadium (Nashville)
El Nissan Stadium és un estadi d'usos múltiples situat a la ciutat de Nashville, Tennessee, Estats Units. S'utilitza principalment per al futbol americà i és la casa dels Tennessee Titans de l'NFL i els Tennessee State Tigers de la Universitat Estatal de Tennessee.
L'Estadi Nissan està situat a la riba est del riu Cumberland, i posseeix un aforament de 69.143 seients. El seu primer esdeveniment va ser un partit de pretemporada entre els Titans i els Atlanta Falcons el 27 d'agost de 1999. Des de la seva obertura el 1999, s'ha conegut per diversos noms, entre ells Adelphia Coliseum 1999-2002, The Coliseum 2002-2006, i LP Field 2006-2015.

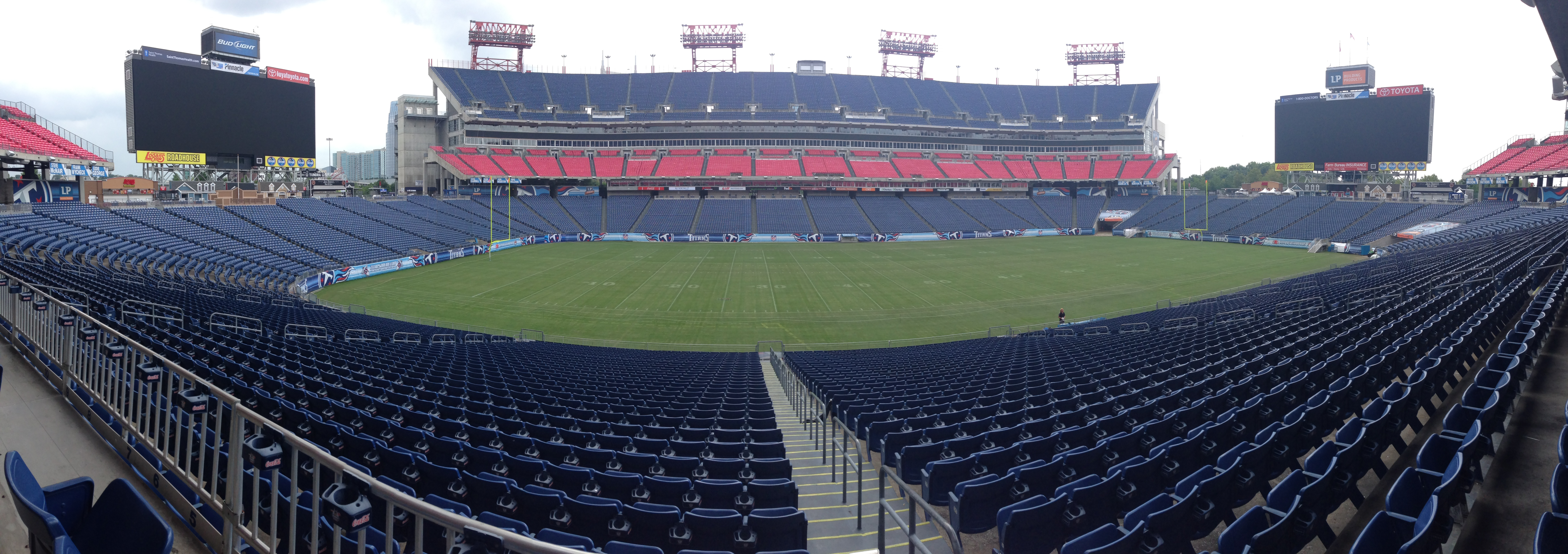
Panoràmica de l'estadi.